# Dyre Jesus, du är min
Dyre Jesus, du är min är en sång från 1878 med verser av Ballington Booth och refrängtext av Gerhard Tersteegen. 
Melodin är komponerad av James McGranahan.
Tersteegens refrängtext lyder:
||:Att känna din kraft, att höra ditt tal

Att dela ditt kors är hela mitt val. :||

## Publicerad i
- Musik till Frälsningsarméns sångbok 1907 som nr 88.
- Fridstoner 1926 publicerade ovan körsångstext
- Frälsningsarméns sångbok 1929 som nr 185 under rubriken "Helgelse - Överlåtelse och invigning".
- Frälsningsarméns sångbok 1946 nr 127 under rubriken "Helgelse"
- Frälsningsarméns sångbok 1968 som nr 133 under rubriken "Helgelse".
- Frälsningsarméns sångbok 1990 som nr 391 under rubriken "Helgelse".